# 野口美佳
野口 美佳（のぐち みか、1965年〈昭和40年〉1月13日 - ）は、宮城県出身の実業家。株式会社ピーチ・ジョンの創業者で、代表取締役社長を務めた。血液型はA型。子供は5人いる。

## 経歴
宮城県仙台市生まれ。公立中学校を経て、宮城学院高等学校卒業後に上京、グラフィックデザインを学んだ。デザイン事務所や通販会社など、様々な仕事を経験した後、1994年に女性向け通信販売会社ピーチ・ジョンを設立した。同社は当初、仙台市青葉区に本社を置き、「女性のため」を徹底した輸入肌着事業によって、2006年5月期には年商173億円の売り上げ規模となった。また、全国に16の直営店を展開した。
2008年1月、自身が保有していたピーチ・ジョンの株式（同社発行済み株式の51%）を、婦人下着最大手・ワコールホールディングスの株式（当時の株価で約87億円）と株式交換、これによってワコールホールディングスの発行済み株式の約4.6%を所有、同社第4位の大株主となった。
ワコールHDは2011年5月、ピーチ・ジョン創業社長である野口を降格する方針を発表したと報じられた。業績不振が理由で、野口は今後取締役として商品企画などに専念することになったという。同年6月10日に野口は社長を退任し取締役に異動し、川中英男が後任社長となった。
2015年6月22日、自身のツイッターでピーチ・ジョンを退社したと発表した。

## 『マネーの虎』
日本テレビ「マネーの虎」に2002年秋頃から出演。初登場時には「人に夢や希望を与えたい」と述べた。川原ひろしと南原竜樹の言い争いに「うるさい!」と一喝し、スープカレー店開業志願者をめぐっては尾崎友俐と対立する。また投資対象の理想として「自分が投資して損をしても後悔しないと思わせるほど魅力を持った人物」と語った。その後、一度も出資せずに2003年10月までに降板した。

## 私生活
- ピーチ・ジョンの会長を務めた野口正二とは、2度結婚して2度離婚した[7]。正二は2006年5月、自身が保有していたピーチジョン株（発行済み株式の49%）を、婦人用下着最大手のワコールに約150億円で売却している[8]。その後、13歳下のカメラマン岡田裕介と再婚したが離婚した。
- メンズスキンケアブランドBULK HOMMEの代表取締役である野口卓也は息子[9]。
- 2008年、歌手のマドンナとグッチが行ったチャリティイベントに参加。そこで行われたオークションにおいて、「マドンナ、グウィネス・パルトロウと一緒にダンスレッスンできる権利」を60万ドル（約6,420万円）で落札したことが注目を集めた[10]。

### 交友関係
- 浜崎あゆみとは長年の親交があり、浜崎は野口のことをママと呼んでいる。
- 吉川ひなのとはピーチ・ジョンのCM出演以来親交があるほか、堀江貴文とも親交がある。
- 2009年（平成21年）8月2日に発生した押尾学事件の現場の部屋の名義は野口だった。

## テレビ出演
- マネーの虎（上述）
- 日経スペシャル カンブリア宮殿 「女性がついていきたくなる "女"が語る経営術」（2006年7月3日、テレビ東京）[11]。

## 書籍

### 著書
- 『胸から伝わるっ ピーチ・ジョンがふくらんでいく物語』（共著者:佐藤知代 糸井重里）（2001年11月1日、朝日出版社）ISBN 978-4255001197
- 『愛と勇気 The story of Mika・John』（2003年7月11日、ワニブックス）ISBN 978-4847014680
- 『男前経営論 ピーチ・ジョンの成功哲学』（2005年11月24日、東洋経済新報社）ISBN 978-4492501504
- 『愛と勇気Forever』（2011年12月28日、ワニブックス）ISBN 9784847090349

### 関連書籍
- 『欲望の仕掛け人』（著者:中村うさぎ）（2004年3月18日、日経BP社）ISBN 9784822243913 - 中村うさぎが、買い物・コスメ・グルメ・高級ホテル・旅館・ファッション・お笑い・下着など「勝ち組13人」に聞く。